# NGC 1513
NGC 1513 是英仙座的一個星系。它距离地球大约4300光年，該天體估计有4.2亿年的历史。该天體于1790年12月28日由英國天文學家威廉·赫歇爾所發現。